# 布魯斯·韋恩 (黑暗騎士三部曲)
布魯斯·韋恩（英語：Bruce Wayne），英雄身份為蝙蝠俠（英語：Batman），是克里斯多福·諾蘭的《黑暗騎士三部曲》中的虛構角色，改編自鮑勃·凱恩與比爾·芬格創作的同名角色，由克里斯汀·貝爾飾演。
電影中，布魯斯是科技公司韋恩企業的繼承人。八歲時目睹父母被搶劫犯槍殺身亡，成年後遊走世界接受嚴格訓練以打擊罪犯，並奪回家族企業的控制權。隨後，他以蝙蝠俠的身份開始在哥譚市打擊犯罪。

## 角色發展
2003年1月，華納兄弟聘請了《記憶拼圖》的導演克里斯多福·諾蘭執導一部未命名的《蝙蝠俠》電影。同年3月，大衛·S·高耶簽約為該片編寫劇本。同年8月，華納兄弟和諾蘭為傑克·葛倫霍、克里斯汀·貝爾、約書亞·傑克遜、席尼·墨菲和伊昂·拜利等幾位演員進行試鏡，並於9月初確認由貝爾擔任蝙蝠俠的飾演者。據透露亨利·卡維爾、比利·庫達普、休·丹希、希斯·萊傑和大衛·伯瑞納亦是考慮人選之一。喬許·哈奈特曾經與諾蘭會面，但最終決定拒演。貝爾、拜利和墨菲在試鏡時身穿1995年電影《蝙蝠俠3》中飾演蝙蝠俠的方·基墨穿著的蝙蝠裝，但斗篷卻遺失了。
由於貝爾為出演《克里斯汀貝爾之黑暗時刻》而減掉很多的體重，他特地聘請了一位私人教練幫助他在短短幾個月內增加了100磅的肌肉，其後他意識到自己的體型並不適合依靠速度和策略行事的蝙蝠俠，於是在開拍前又減掉了多餘的體重。貝爾在武術家艾瑞克·奧拉姆的指導下學習詠春。
2008年，貝爾於《蝙蝠俠：開戰時刻》的續集《黑暗騎士》回歸飾演蝙蝠俠，他接受凱西格鬥術的訓練，並親自上陣表演特技。2012年，貝爾再度於《黑暗騎士：黎明昇起》飾演蝙蝠俠。在奧羅拉槍擊事件後，貝爾前往奧羅拉一家醫院探望了該事件的受害者。
儘管《黑暗騎士三部曲》取得了極大的成功，但出於對諾蘭在創作上的尊重，貝爾決定拒絕回歸第四部《蝙蝠俠》電影，因為諾蘭一直希望他的故事能夠拍成三部曲。然而，貝爾表示如果諾蘭同意回歸執導，他也願意再度飾演蝙蝠俠。

## 獎項
| 年份 | 電影                   | 獎項                   | 類別                   | 結果 | 來源                 |
| ---- | ---------------------- | ---------------------- | ---------------------- | ---- | -------------------- |
| 2005 | 《蝙蝠俠：開戰時刻》   | 愛爾蘭電影電視學院獎   | 最佳國際男主角         | 獲獎 |                      |
| 2006 | 《蝙蝠俠：開戰時刻》   | MTV影視大獎            | 最佳英雄               | 獲獎 |                      |
| 2006 | 《蝙蝠俠：開戰時刻》   | 土星獎                 | 最佳電影男主角         | 獲獎 | [ 23 ]               |
| 2006 | 《蝙蝠俠：開戰時刻》   | 帝國獎                 | 最佳男主角             | 提名 |                      |
| 2008 | 《黑暗騎士》           | 青少年票選獎           | 電影票選獎：對峙戲     | 獲獎 | [ 24 ]               |
| 2008 | 《黑暗騎士》           | 青少年票選獎           | 夏季票選獎：電影男演員 | 提名 | [ 24 ]               |
| 2008 | 《黑暗騎士》           | 國家電影獎             | 最佳男演出             | 提名 | [ 25 ] [ 26 ]        |
| 2008 | 《黑暗騎士》           | 尖叫獎                 | 最佳超級英雄           | 獲獎 | [ 27 ] [ 28 ]        |
| 2008 | 《黑暗騎士》           | 尖叫獎                 | 最佳奇幻男演員         | 提名 | [ 27 ] [ 28 ]        |
| 2009 | 《黑暗騎士》           | 全美民選獎             | 最受歡迎卡司           | 獲獎 |                      |
| 2009 | 《黑暗騎士》           | 全美民選獎             | 最受歡迎動作男演員     | 提名 |                      |
| 2009 | 《黑暗騎士》           | 全美民選獎             | 最受歡迎男主角         | 提名 |                      |
| 2009 | 《黑暗騎士》           | 全美民選獎             | 最受歡迎銀幕組合       | 獲獎 |                      |
| 2009 | 《黑暗騎士》           | 全美民選獎             | 最受歡迎超級英雄       | 獲獎 |                      |
| 2009 | 《黑暗騎士》           | 俄亥俄中部影評人協會獎 | 最佳整體演出           | 獲獎 | [ 29 ]               |
| 2009 | 《黑暗騎士》           | 帝國獎                 | 最佳男主角             | 獲獎 | [ 30 ] [ 31 ]        |
| 2009 | 《黑暗騎士》           | MTV影視大獎            | 最佳電影演員           | 提名 | [ 32 ]               |
| 2009 | 《黑暗騎士》           | MTV影視大獎            | 最佳打鬥               | 提名 | [ 32 ]               |
| 2009 | 《黑暗騎士》           | 土星獎                 | 最佳電影男主角         | 提名 | [ 33 ] [ 34 ]        |
| 2012 | 《黑暗騎士：黎明昇起》 | 廣播影評人協會         | 最佳動作片男主角       | 提名 | [ 35 ]               |
| 2012 | 《黑暗騎士：黎明昇起》 | MTV影視大獎            | 最佳英雄               | 提名 | [ 36 ]               |
| 2012 | 《黑暗騎士：黎明昇起》 | MTV影視大獎            | 最佳打鬥               | 提名 | [ 36 ]               |
| 2012 | 《黑暗騎士：黎明昇起》 | MTV影視大獎            | 最佳上空演出           | 提名 | [ 36 ]               |
| 2012 | 《黑暗騎士：黎明昇起》 | 土星獎                 | 最佳電影男主角         | 提名 | [ 37 ] [ 38 ]        |
| 2012 | 《黑暗騎士：黎明昇起》 | 青少年票選獎           | 最佳電影動作男演員     | 提名 | [ 39 ] [ 40 ] [ 41 ] |

## 備註
1. ↑  與希斯·萊傑共同獲提名。
2. ↑  與希斯·萊傑、亞倫·艾克哈特、麥克·肯恩、蓋瑞·歐德曼、瑪姬·葛倫霍、摩根·費里曼共同獲提名。
3. ↑  與希斯·萊傑共同獲提名。
4. ↑  與希斯·萊傑、亞倫·艾克哈特、麥克·肯恩、蓋瑞·歐德曼、瑪姬·葛倫霍、摩根·費里曼共同獲提名。
5. ↑  與希斯·萊傑共同獲提名。
6. ↑  與湯姆·哈迪共同獲提名。

## 外部連結
- 布魯斯·韋恩／蝙蝠俠 （页面存档备份，存于） DC漫畫維基百科